# 科曼奇鎮區
科曼奇鎮區（英語：Comanche Township）為位在美國堪薩斯州巴頓縣的鎮區。2010年美国人口普查中該鎮區人口有462人。
科曼奇鎮區於1879年設立。

## 地理
科曼奇鎮區涵蓋面積167.02平方（64.49平方英里），境內無城鎮設立。

### 溪流
通過此鎮區的溪流有：
- 沃爾納特溪（Walnut Creek）

### 機場
- 彼得斯降落跑道（Peters Landing Field）

## 人口統計
根據2010年美國人口普查，科曼奇鎮區人口有462人，人口密度為2.77人/平方公里。種族方面，97.84%為白人；0%為非裔美洲人；0%為美洲原住民；0.22%為亞洲人；0%為太平洋島民；0.43%為其他種族；另外有1.52%為兩個或以上的種族。而西班牙裔美國人或拉丁美洲人佔該鎮區人口的5.19%。

## 外部連結
- USGS Geographic Names Information System (GNIS) （页面存档备份，存于）
- US-Counties.com
- City-Data.com （页面存档备份，存于）